# Září 2004
1. září
Rusko čelilo vlně teroristických útoků. Výbuch na autobusové zastávce, exploze dvou letadel, útok u stanice metra a stovky zajatých dětí ve škole v Beslanu.
3. září
Ruské jednotky obsadily školu v Beslanu, ve které teroristé drželi mnoho dětí, jejich rodičů a učitelů; podle oficiálního oznámení „většina“ rukojmích přežila.
4. září
Po upřesněných informací přesáhl počet obětí při obsazení školy 350, z toho 156 dětí.
7. září – 12. září
Česká republika: Mistrovství světa v rádiovém orientačním běhu (Brno)
15. září
Společnost Microsoft uvolnila českou aktualizaci opravného balíčku „Service Pack 2“ pro operační systém Windows XP. Balíček má řešit bezpečnostní problémy systému, ale řada komentátorů jeho nasazení nedoporučuje vzhledem k nekompatibilitě s některými aplikacemi pro Windows.
16. září
Na pobřeží USA dorazil hurikán Ivan a už má v USA na svědomí dva lidské životy. Mrtví jsou hlášeni z floridského Panama City. Hurikán Ivan má nyní rychlost 217 km v hodině a k USA se blíží z karibské oblasti, kde v minulých dnech zabil na 70 lidí.
17. září
Radikální vůdce čečenských separatistů Šamil Basajev se na internetu přiznal k odpovědnosti za poslední teroristické útoky v Rusku – ve škole v Beslanu, pumové útoky na dvě dopravní letadla v srpnu a na moskevské metro.
22. září
Česká vláda schválila návrh rozpočtu na příští rok se schodkem 83,6 miliardy korun. Výdaje rozpočtu činí 908,4 miliardy korun, příjmy 824,8 miliardy. Výdaje rozpočtu překračují o 2,5 miliardy korun limit stanovený takzvaným konvergenčním programem. K jeho plnění se Česká republika zavázala u Evropské unie
25. září
V lázeňském městečku Honfleur na severním pobřeží Francie zemřela ve věku 69 let spisovatelka Françoise Saganová. Svůj první a nejslavnější román Bonjour Tristesse (Dobrý den, smutku) publikovala v roce 1954 v osmnácti letech. Za svůj život napsala více než čtyřicet dalších knih.
26. září
Hurikán Jeanne dorazil k pobřeží Floridy, když předtím způsobil tragické ztráty na životech (možná až 1 500 obětí) na Haiti.